# مورد مستمر
في مجال علم المكتبات والمعلومات، يُعرّف المورد المستمر بأنه «مرجع مكتبي يستمر نشره مع مرور الوقت دون أن تكون نهايته محدد سلفا.»

## أنواع المنشورات
يبدو هذا التعريف واسع بما يكفي ليشمل عدة أنواع من المنشورات، سواء الورقية منها أو الإلكترونية:
1. الدوريات مطبوعة أو إلكترونية؛
2. المجموعات من الدراسات.
3. المنشورات الحديثة، وبالأخص المنشورات ذات الأوراق المنقولة
4. مواقع الويب.

حيث أنه في الفئات الأربع المذكورة أعلاه، تتخذ الفئتان الأوليتين شكل عمليات تسليم متتابعة، أكثر أو أقل انتظامًا في الحالة الأولى، وغير منتظمة في الحالة الثانية. يسمى الآخران «تكامل الموارد» لأنها تشكل عنصرًا ثابتًا، يمكن تعديل بعض عناصره أو إضافته أو حذفه كلما دعى الأمر لذالك ومتى تطلب.

## المصطلح
يشمل مصطلح «مورد مستمر» أيضًا إعادة إنتاج لهكذا موارد، حتى لو كانت تأخذ شكل دراسات، مثل إعادة طبع لنسخ دورية أو إصدار ميكروفيلم. من ناحية أخرى، فإن المبدأ من حيت التطبيق هو «أن النية هي التي تهم»، بحيث تعتبر الدورية التي تم نشر عدد واحد منها فقط بالرغم من أنه يعتبر«مورد مستمر» إذا كانت النية المتوخات هي: متابعة النشر، ويتم تطبيق نفس المنطق على أي نوع من الموارد المستمرة.
مفهوم المورد المستمر هو امتداد لما يسمى تقليديا «المنشور التسلسلي» (بالإنجليزية: serial). ومع ذلك، فقد قرر المكتبيون إنشاء فئة أكبر، خاصة لاستيعاب العدد الكبير من الدوريات الإلكترونية.
غالبية الموارد المستمرة تحوي رقم دولي معياري للدوريات.